# Empordà
|  | Per a altres significats vegeu L'Empordà. |

L'Empordà és una comarca històrica catalana sense ús administratiu compresa entre les serres de l'Albera i les Gavarres. Pertany a l'àmbit de les Comarques gironines. La seva costa és la Costa Brava. Sovint s'anomena plana de l'Empordà.
En la divisió comarcal de 1936 dues comarques administratives en reberen el nom: l'Alt Empordà i el Baix Empordà (conegut popularment com Empordanet), i en una dotzena de municipis més limítrofs a aquestes dues, disseminats actualment entre les comarques del Gironès i el Pla de l'Estany. El nom deriva d'Empúries (Empòrion en grec antic, o Emporiae en llatí) que significa «els mercats».
La ciutat de Figueres, principal nucli urbà i pol econòmic i comercial de l'Empordà, fou designada capital de l'Alt Empordà, mentre que la Bisbal d'Empordà, llavors un centre de producció industrial ceràmica i surotapera, ho fou del Baix Empordà. Així mateix, durant l'esmentada divisió comarcal, fou annexionada a aquesta darrera Sant Feliu de Guíxols i la Vall d'Aro, àrea històricament, geogràficament i culturalment selvatana, però que guardava forts lligams i interessos econòmics amb la indústria del suro dels municipis empordanesos de l'àrea de les Gavarres, vincles que comportaren, en definitiva, la incorporació d'aquests municipis al Baix Empordà.
La gent de l'Empordà sol definir-se, generalment, a si mateixa com a empordanesa, ignorant majoritàriament les fronteres administratives resultants de les successives divisions comarcals des de la realitzada el 1936, divisió que tingué globalment més en compte criteris econòmics i de mercat que no pas històrics, naturals, geogràfics o culturals. De fet, avui dia es poden trobar diverses incongruències notòries dins la geografia empordanesa causades per aquella més que discutible divisió comarcal. Així doncs, el nucli selvatà de Romanyà de la Selva situat dins la comarca del Baix Empordà i en canvi, nuclis tan genuïnament empordanesos com Parets d'Empordà, entre d'altres, resten dins les veïnes comarques del Pla de l'Estany i el Gironès.
És prou conegut que Josep Pla solia anomenar Empordanet la rodalia del seu Palafrugell natal, o la zona compresa entre les Gavarres i el Montgrí, nom que per imitació i un pèl abusivament és utilitzat actualment com a sinònim de Baix Empordà, més literàriament que no pas popular.
L'Empordà pren el seu nom, per via de successives derivacions fonètiques, de l'antic Comtat d'Empúries, inicialment amb capital a l'actual Sant Martí d'Empúries i posteriorment a Castelló d'Empúries, vila que fou l'autèntica capital medieval de l'Empordà durant els segles de més esplendor polític d'aquest comtat. Aquest, fou un dels més insurgents amb el poder reial i un dels darrers a unir-se a la Corona d'Aragó, fet que donà lloc a curiosos episodis, com foren la desviació del cabal del riu Ter per part dels comtes d'Empúries o la inacabada construcció del vistós castell del Montgrí per part dels reis catalans dalt del massís del mateix nom.
L'Empordà té una escola pictòrica notable, en la qual sobresurt el surrealisme de Salvador Dalí, Àngel Planells, Joan Massanet o Evarist Vallès. Han fet aportacions destacades al coneixement d'aquesta escola historiadors de l'art com Rafael Santos Torroella, Alícia Viñas o Mariona Seguranyes.

## Història
La comarca ja estava habitada des de la prehistòria. Hi ha nombroses coves que van servir de refugi per a l'home paleolític inferior i mitjà al massís del Montgrí, les més famoses porten el mateix nom: Cau del Duc, a Torroella i a Ullà (Cau del Duc d'Ullà). D'altra banda trobem importants conjunts megalítics al Massís de les Gavarres o al massís de Cadiretes, destaquen els nombrosos dolmens repartits pels entorns de Fitor.
Els grecs es van establir molt a prop de l'actual comarca, a Rode al segle viii aC i a Empúries a principis del segle vi aC.
Els ibers van construir una de les seves principals ciutats a Ullastret al segle vi aC; eren la tribu dels indígets. Però amb l'arribada dels romans s'inicia un procés de transformacions en el sistema d'ocupació i explotació econòmica del territori, que va portar a l'abandonament d'Ullastret durant el segle ii aC.
El Baix Empordà fou romanitzat com tots els territoris de l'Imperi però fou seguit per les invasions bàrbares dels segles III i V que empobriren notablement la comarca i reduïren els seus nuclis urbans a la mínima expressió.
Mentre que resten molts vestigis de la romanització, és difícil de copsar el pas dels visigots i els àrabs, ja que la proximitat amb el Regne Franc va fer que ràpidament es creessin uns comtats independents comandats per senyors feudals. De fet la invasió musulmana no va durar més de seixanta anys (714-785) i l'antiga població hispanogòtica tornà a instal·lar-s'hi.
La divisió administrativa de l'imperi Carolingi repartí el territori català conquerit en comtats. Mentre el nord de la comarca i l'actual Alt Empordà estava organitzat entorn del comtat d'Empúries, la resta eren feus o subfeus del Bisbe de Girona, posseïdor d'extenses terres —especialment al Baix Empordà—, o bé baronies de branques dels Cardona vinculades al comtat, per passar a ser més tard la façana marítima del comtat de Girona, de Begur a Sant Feliu de Guíxols. Les primeres drassanes es troben a l'Empordà al segle x, i a Tortosa el 945 ordenada per Abd al-Rahman III.

## Geografia
L'Empordà limita al nord amb la serra de l'Albera, que compon els contraforts més orientals de la serralada pirinenca i que acaba al mar al cap de Creus. A aquesta part muntanyosa se la coneixia de forma tradicional com l'Alt Empúries mentre que la part situada al pla era coneguda com el Baix Empordà. Aquesta plana està dividida pel massís del Montgrí comprèn al nord la plana per la qual discorren abans de desembocar al mar els rius Muga i Fluvià i al sud la part coneguda com l'Empordanet, comprès entre l'esmentat massís del Montgrí, la costa, el riu Ter ia l'oest el massís de les Gavarres. La capital d'aquesta zona, que avui coincideix amb la comarca administrativa del Baix Empordà, és la Bisbal d'Empordà, mentre que la situada al nord, la capital històrica del qual va ser la vila de Castelló d'Empúries, comprèn la comarca administrativa de l'Alt Empordà i té per capital actual la ciutat de Figueres.

## Demografia
Comptant els municipis de l'Alt i el Baix, la comarca històrica sense ús administratiu de l'Empordà té 104 municipis i 283.443 habitants. Ocupa una superfície de 2.261,62 km² i una altitud de 40 m.

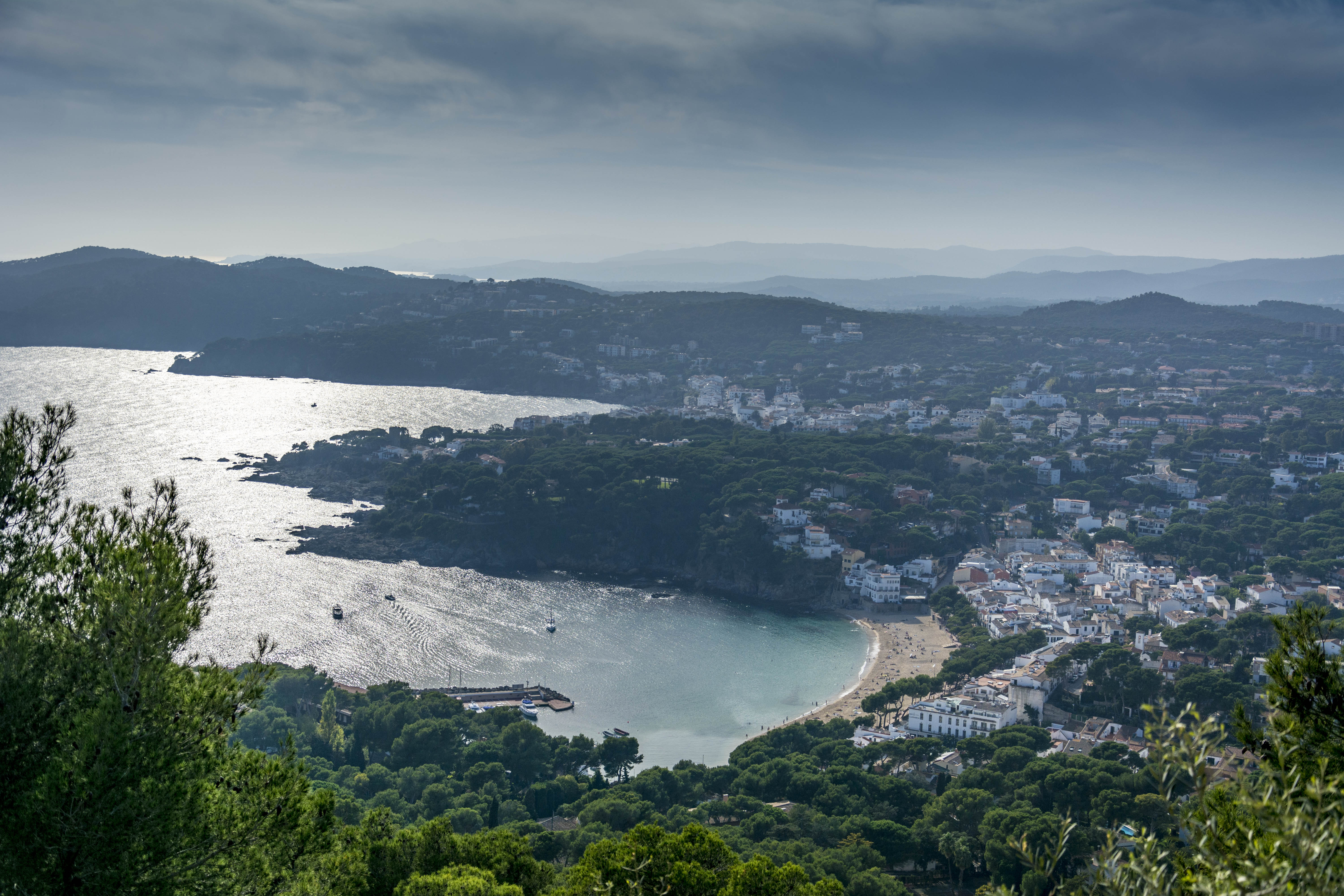
Llafranc

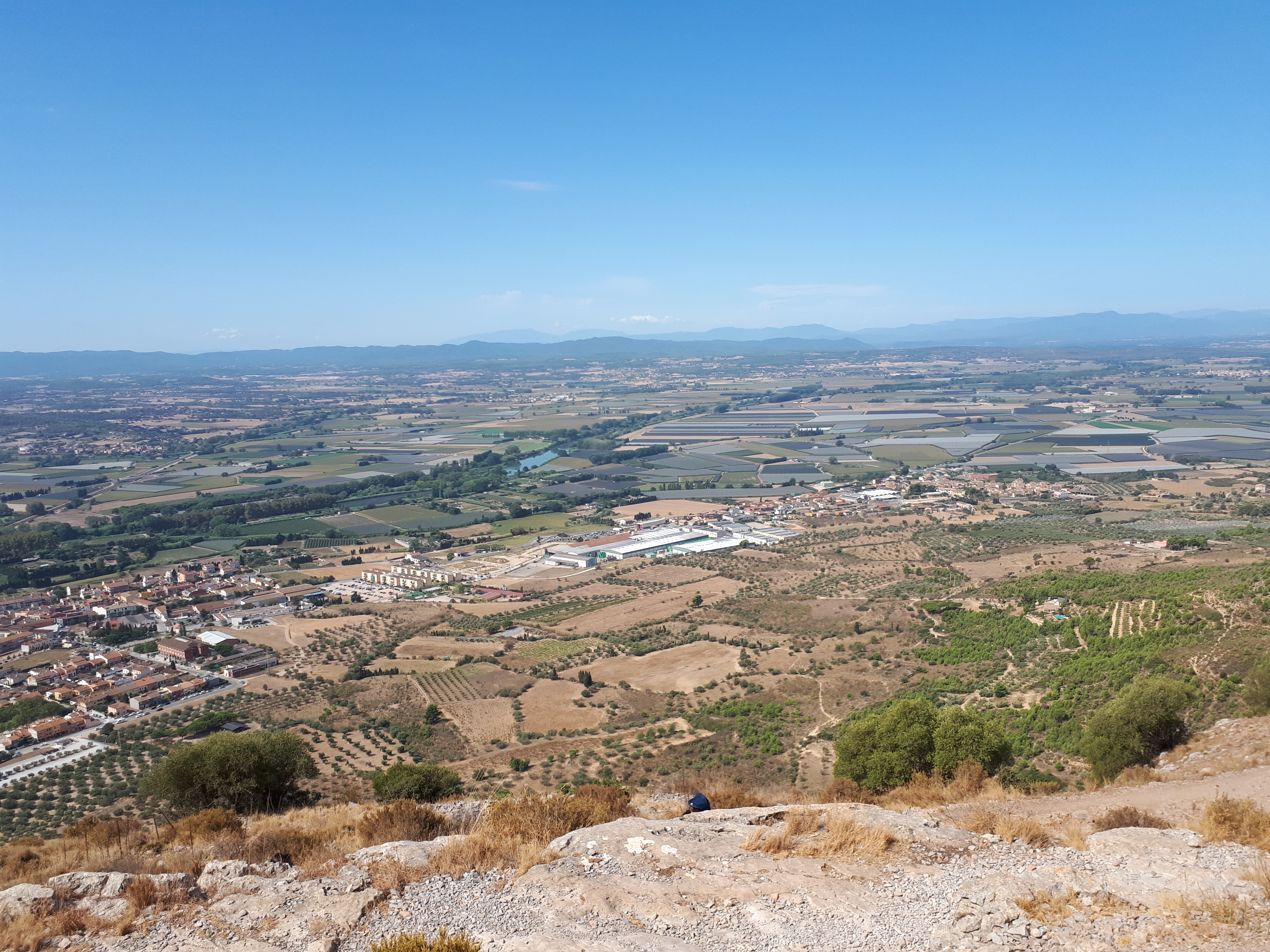
Vista de la plana de l'Empordà

Les principals poblacions de l'Empordà, per nombre d'habitants, són:
| Municipi                          | Població | Comarca      |
| --------------------------------- | -------- | ------------ |
| Figueres                          | 47.088   | Alt Empordà  |
| Palafrugell                       | 23.396   | Baix Empordà |
| Sant Feliu de Guíxols             | 22.149   | Baix Empordà |
| Roses                             | 19.907   | Alt Empordà  |
| Palamós                           | 18.145   | Baix Empordà |
| Torroella de Montgrí i l'Estartit | 12.061   | Baix Empordà |
| Castell, Platja d'Aro i s'Agaró   | 11.757   | Baix Empordà |
| Calonge i Sant Antoni             | 11.712   | Baix Empordà |
| Castelló d'Empúries               | 11.611   | Alt Empordà  |
| La Bisbal d'Empordà               | 11.163   | Baix Empordà |
| L'Escala                          | 10.520   | Alt Empordà  |
| Santa Cristina d'Aro              | 5.585    | Baix Empordà |
| Vilafant                          | 5.562    | Alt Empordà  |
| Llançà                            | 4.905    | Alt Empordà  |
| Begur                             | 4.177    | Baix Empordà |

## Llocs d'interès
Paisatges molt diversos converteixen l'Empordà en un indret únic, amb una història rica i present a cada racó. Un bressol per a la cultura, font d’inspiració per artistes, poetes i pensadors, com Salvador Dalí o Josep Pla.

### Espais i parcs naturals
- Parc Natural del Cap de Creus
- Parc Natural del Montgrí, les Illes Medes i el Baix Ter

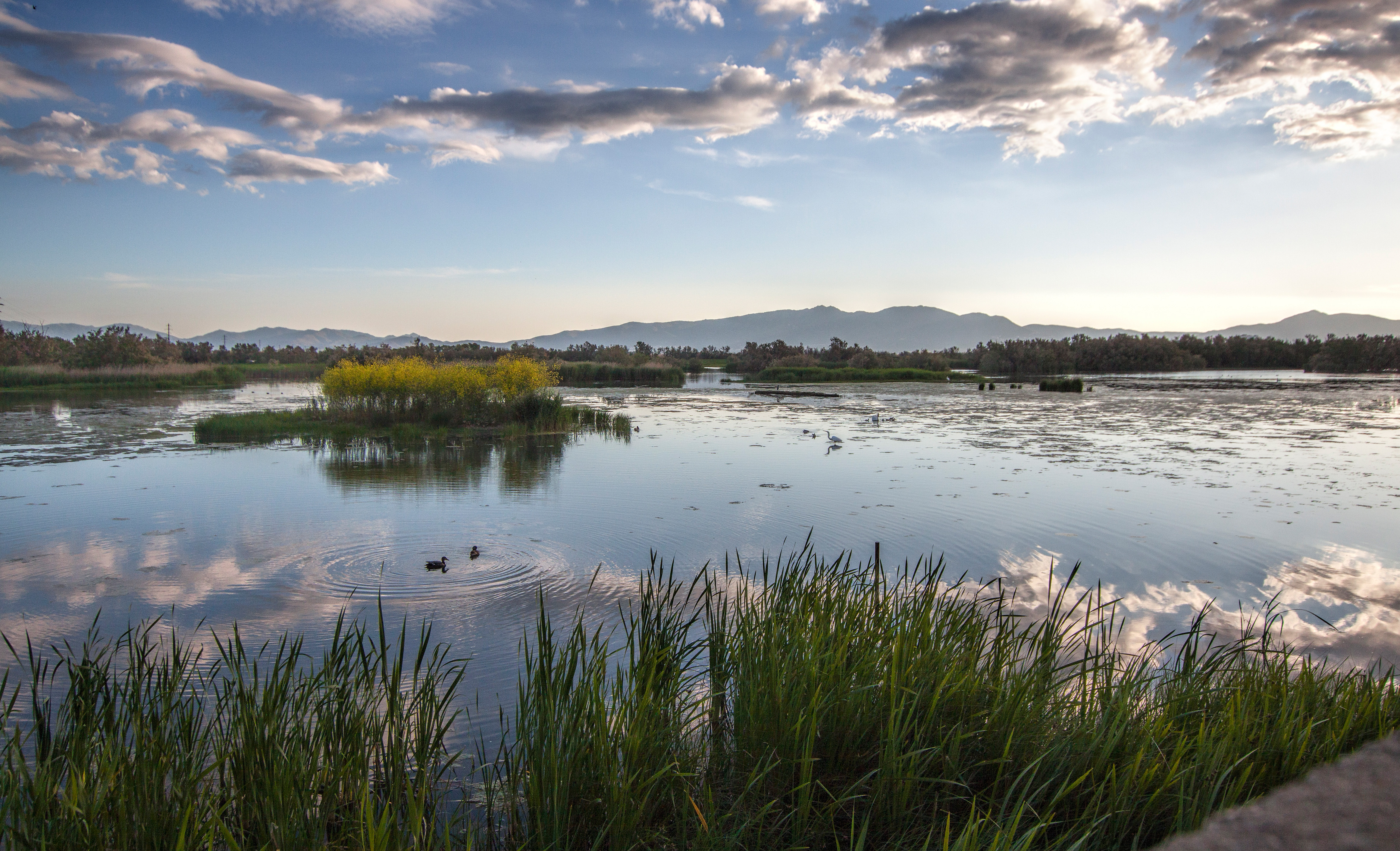
Aiguamolls de l'Empordà

- Espai d’Interès Natural Massís de les Gavarres
- Parc Natural del Aiguamolls de l’Empordà Aiguamolls de l'Empordà
- Espai d’Interès Natural Massís de les Salines
- Massís de Cadiretes - Ardenya
- Muntanyes de Begur
- Serra de les Salines

### Patrimoni
- Jaciment grecoromà d’Empúries
- Ciutat ibèrica d’Ullastret
- Monestir de Sant Pere de Rodes
- Castell de Peralada

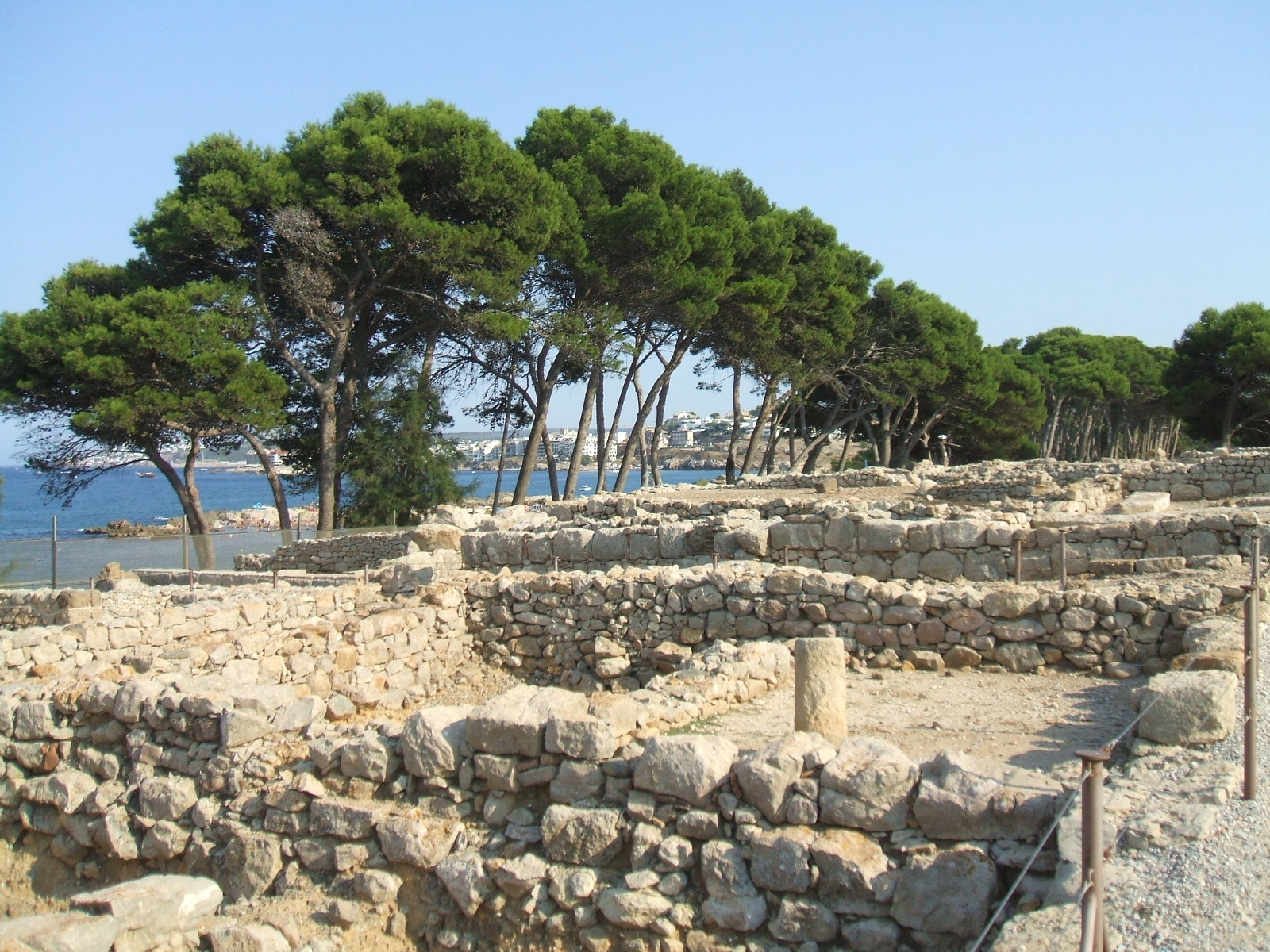
Ruïnes del jaciment grecoromà d'Empúries

- Castell Palau de la Bisbal d’Empordà
- Ciutadella de Roses
- Poble medieval de Peratallada
- Poble medieval de Monells
- Castell de Sant Ferran de Figueres
- Casa de Caterina Albert de l’Escala
- Casa de la família Dalí de Figueres

### Museus
- Museu de la Pesca - Palamós
- Museu del Joguet de Catalunya - Figueres
- Museu Terracotta - La Bisbal d’Empordà
- Museu de la Mediterrània - Torroella de Montgrí
- Museu d’Arqueologia de Catalunya - seu Empúries
- Museu d’Arqueologia de Catalunya - seu Ullastret
- Museu de l’Empordà - Figueres
- Museu Memorial de l’Exili - La Jonquera
- Museu d’Història - Sant Feliu de Guíxols

### Ruta del Triangle Dalinià
El Triangle Dalinià és una ruta que enllaça els tres centres neuràlgics de l'Empordà que permeten conèixer en profunditat Salvador Dalí, tant en el vessant biogràfic com en l'artístic.

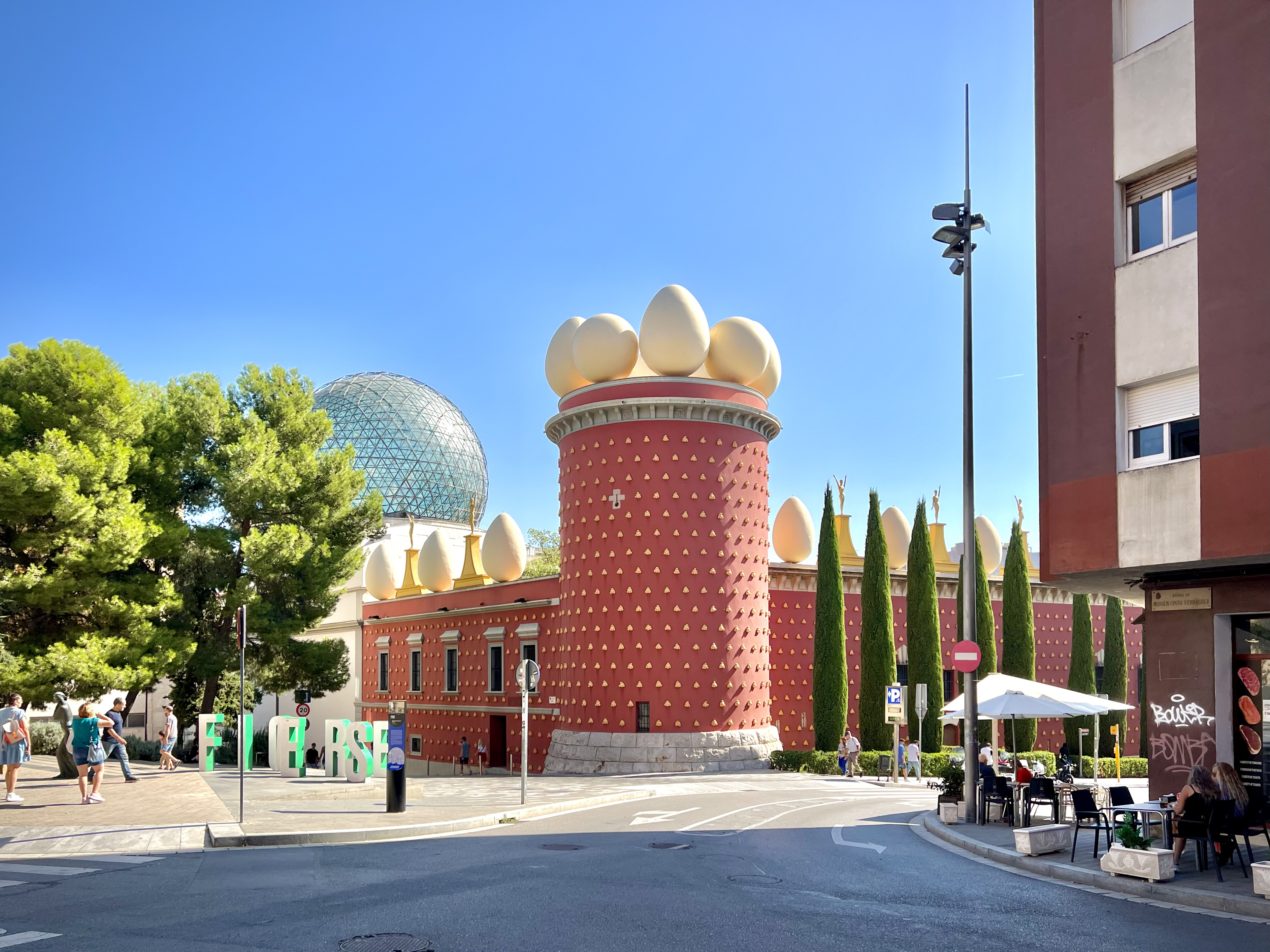
Teatre-Museu Dalí de Figueres

L'itinerari comença a la ciutat natal del geni, Figueres, on hi ha el Teatre-Museu Dalí; continua a Cadaqués, al petit nucli pesquer de Portlligat, on hi ha la Casa-Museu Salvador Dalí, i acaba al terme de la Pera, on s'aixeca el castell de Púbol.

## Gastronomia
La cuina de l'Empordà és anomenada la cuina del mar i muntanya i a vegades com la "reserva gastronòmica" de Catalunya. A l’Empordà, el mar dona peix i marisc; la plana, fruites i verdures; i la muntanya, carns i formatges. Per això, la cuina empordanesa és plena de contrastos, de mar i muntanya.
La gastronomia de l'Empordà és marcada per la seua naturalesa marítima, complementada amb zones de secà i zones de bosc de muntanya, i amb els aiguamolls dels deltes dels rius Muga, Fluvià i Ter. Els elements principals són el peix, el porc, l'embotit, l'aviram i les verdures. L'afluència de turisme ha creat un sector de restauració destacable, que ha impactat en l'oferta gastronòmica amb la creació de diversos restaurants d'alta gamma, entre ells El Bulli de Ferran Adrià a Roses, que va tancar el 30 de juliol de 2011 per esdevenir una fundació tres anys més tard.
El setembre de 2003 va néixer la Marca de garantia Productes de l'Empordà, gestionada pels consells comarcals de l'Alt i el Baix Empordà i amb el suport d'un col·lectiu de productors, que té per objectiu personalitzar i reconèixer els productes propis de l'Empordà i ajudar a promocionar a la seva comercialització. Els productes adherits a la marca són l'Arròs de Pals, la Botifarra dolça, els Brunyols de l'Empordà, la Ceba de Figueres, el Fesol de l'ull ros, la Gamba de Palamós, la Poma de relleno de Vilabertran, i el Recuit i el recuit de drap.

### Tècniques culinàries
Les tècniques culinàries típiques de l'Empordà són el sofregit i la picada

### Productes típics

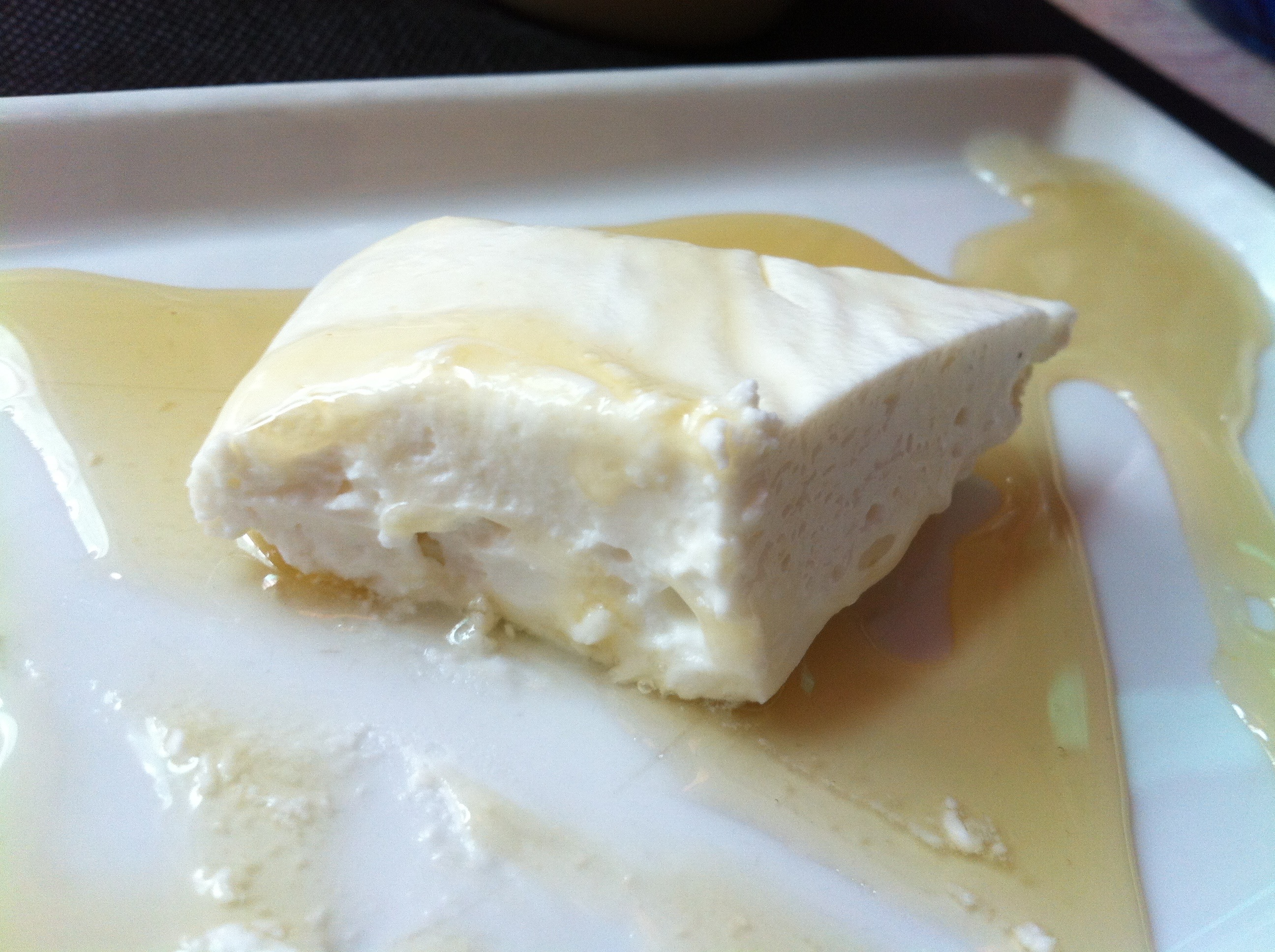
Recuit de drap amb mel

Els productes alimentaris típics de l'Empordà són l'arròs de Pals, les anxoves de l'Escala, la botifarra blanca, la botifarra dolça, els brunyols de l'Empordà, les cebes de Figueres, els fesols de l'ull ros, les gambes de Palamós, l'oli de l'Empordà, el recuit de drap i els taps de Cadaqués.

### Plats típics
Alguns plats típics de la gastronomia empordanesa són el mar i muntanya, (per exemple, el pollastre amb escamarlans o amb llagosta), les pomes de relleno i la sípia amb pèsols.
Destaca també es niu, un plat molt antic de Palafrugell que en els seus inicis es menjava durant l'època de Quaresma, i els dolços de les pastisseries de la Bisbal d'Empordà (bisbalenc, rus, mil·lenni, càntir i les galetes Graupera).

## La costa
La costa de l'Empordà forma part de la Costa Brava, la costa de les Comarques Gironines, i comprèn des dels penya-segats i petites platges que es troben al nord, entre la frontera francesa i el cap de Creus a l'alçada del massís del Montgrí, davant del qual es troben les Illes Medes, fins llargues platges de fina sorra a la badia de Roses. La badia de Roses s'estén des del Cap de Creus al massís del Montgrí, destacant en aquesta zona el Parc Natural dels Aiguamolls de l'Empordà i la platja de dunes de Sant Pere Pescador. Al sud del massís del Montgrí hi ha la desembocadura del Ter i extenses platges com la de Pals fins al cap de Begur on la costa torna a aixecar-se sobre el mar per formar penya-segats i cales.

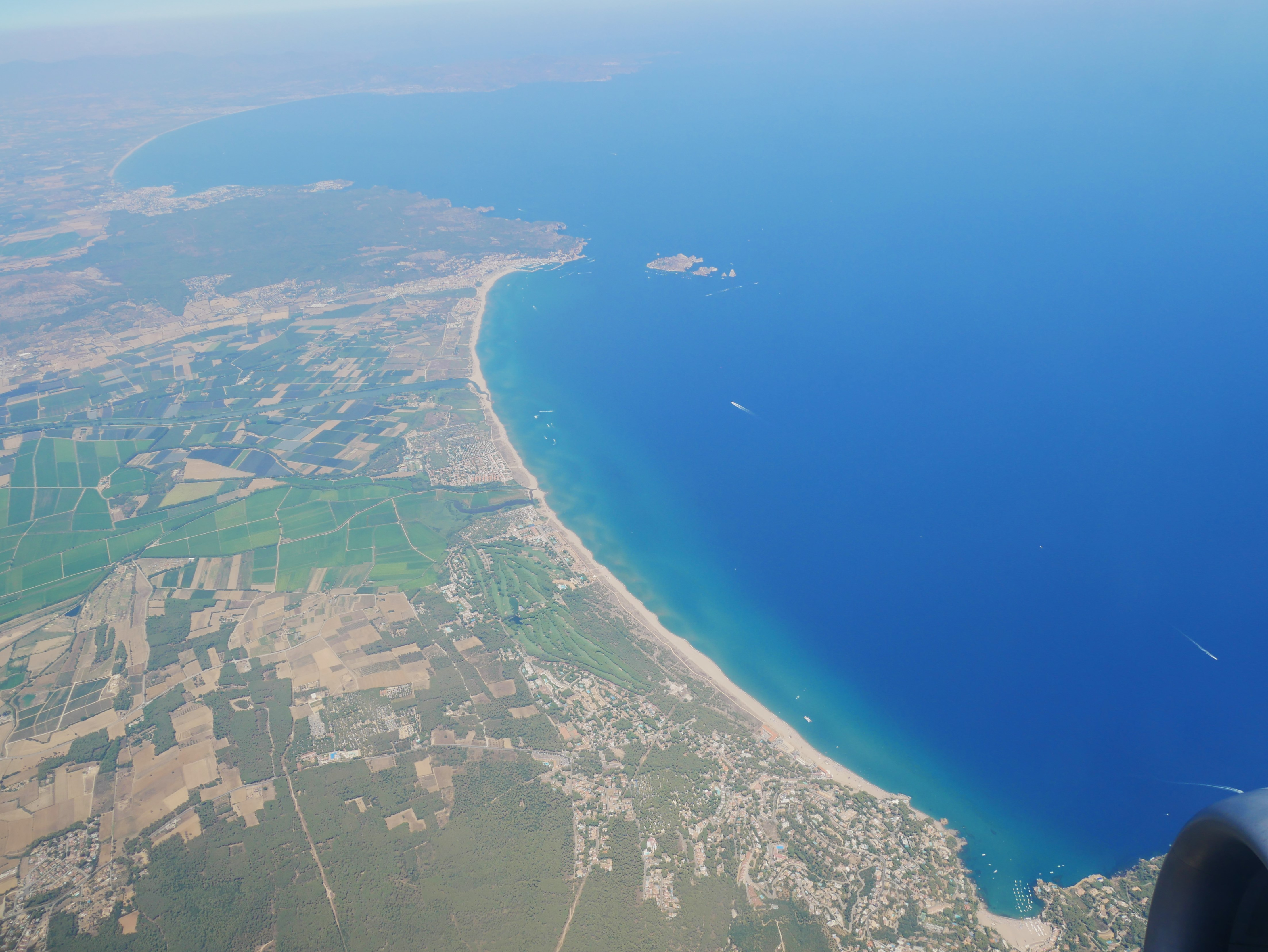
Vista aèria de l'Estartit i les Illes Medes

Algunes de les platges i cales més conegudes són Calella de Palafrugell, Llafranc (Palafrugell), Aigua Xel·lida (Tamariu - Palafrugell), cala Aiguablava (Begur), Sa Tuna (Begur), platja Illa Roja (Begur), platja El Portitxol (Empúries - l’Escala), cala S'Alguer (Palamós), cala Estreta (Palamós), cala Jugadora (Cap de Creus - Cadaqués), gola del Ter (Torroella de Montgrí) i cala Rostella (Roses).

## El parlar de l'Empordà
El parlar de l'Empordà s'inscriu dins la denominada varietat central. Algunes de les seves particularitats, però, permeten parlar, alhora, d’una subvarietat gironina.
Un dels trets més destacats, segurament perquè és fàcilment apreciable, és la t que sovint col·loquen al darrere de les primeres persones del present d'indicatiu com, per exemple, truco(t), parlo(t) o menjo(t).
Una altra tendència del parlar empordanès és mantenir el masculí en alguns possessius que acompanyen mots femenins. Sobretot ho sentireu quan parlen de les seves respectives mares. “La meu mare diu que…”.
A Girona, i per extensió a l'Empordà, hi ha una tendència a alterar la pronúncia de la vocal e en contextos tònics. Així doncs, si afineu bé l'orella, sentireu dir paci(é)ncia, ll(è)ngua o (è)s.de la vocal e en contextos tònics.
Algunes paraules o expressions característiques del parlar de l’Empordà són papibou [capgròs], escalipatxo [gripau], fer fressa [fer soroll], lleixa [estanteria], empassegar [ensopegar], garoina [eriçó de mar], esperrucar [despentinar], curculla [petxina], tancar amb llisquet [tancar amb passador], malmenar alguna cosa [fer malbé alguna cosa]...

## La tramuntana
La presència de la tramuntana —un vent fred i turbulent del nord— és particularment intensa a l'Empordà, essent el seu vent característic, i són nombroses les referències literàries i artístiques a aquest vent, que forma part essencial de la caracterització literària i simbòlica de la comarca, a la qual hi han contribuït decisivament nombrosos literats i artistes, com Josep Pla o Salvador Dalí ambdós nadius de la comarca. El poeta - també empordanès - Carles Fages de Climent va escriure l'oració al Crist de la Tramuntana, molt popular a l'Empordà, que després inspiraria un llenç del seu amic Salvador Dalí, exposat al Teatre-Museu Dalí. També Gabriel García Márquez es refereix a la tramuntana a Dotze Contes Pelegrins.